# Керкерсвілл (Огайо)
Керкерсвілл (англ. Kirkersville) — селище (англ. village) в США, в окрузі Лікінґ штату Огайо. Населення — 471 особа (2020).

## Географія
Керкерсвілл розташований за координатами 39°57′0″ пн. ш. 82°35′52″ зх. д. / 39.95000° пн. ш. 82.59778° зх. д. (39.950026, -82.597676).  За даними Бюро перепису населення США в 2010 році селище мало площу 5,80 км², з яких 5,79 км² — суходіл та 0,00 км² — водойми.

## Демографія
Згідно з переписом 2010 року, у селищі мешкало 525 осіб у 194 домогосподарствах у складі 145 родин. Густота населення становила 91 особа/км².  Було 214 помешкання (37/км²).
Расовий склад населення:
| - 94,5 % — білих - 2,9 % — чорних або афроамериканців - 1,1 % — азіатів - 0,2 % — корінних американців |

До двох чи більше рас належало 1,0 %. Частка іспаномовних становила 0,6 % від усіх жителів.
За віковим діапазоном населення розподілялося таким чином: 22,7 % — особи молодші 18 років, 67,4 % — особи у віці 18—64 років, 9,9 % — особи у віці 65 років та старші. Медіана віку мешканця становила 39,4 року. На 100 осіб жіночої статі у селищі припадало 106,7 чоловіків;  на 100 жінок у віці від 18 років та старших — 103,0 чоловіків також старших 18 років.
Середній дохід на одне домашнє господарство  становив 59 779 доларів США (медіана — 53 750), а середній дохід на одну сім'ю — 64 537 доларів (медіана — 65 865). За межею бідності перебувало 15,6 % осіб, у тому числі 32,3 % дітей у віці до 18 років та 0,0 % осіб у віці 65 років та старших.
Цивільне працевлаштоване населення становило 295 осіб. Основні галузі зайнятості: роздрібна торгівля — 17,6 %, освіта, охорона здоров'я та соціальна допомога — 16,3 %, транспорт — 13,9 %, мистецтво, розваги та відпочинок — 13,9 %.